# جنبش جمجمه‌ای

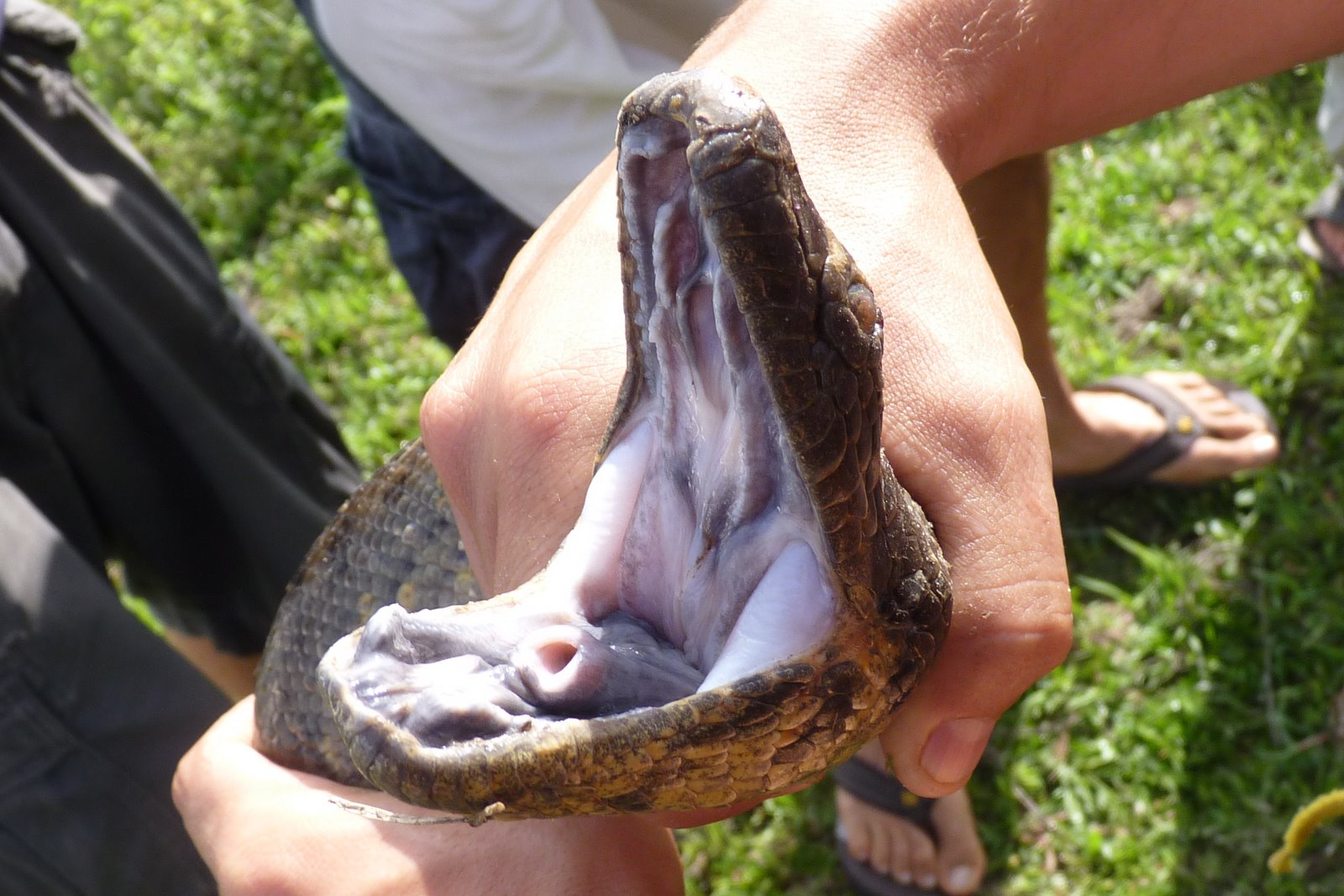
شکاف دهان باز در یک مار آناکوندا از آمریکای جنوبی.

جنبش جمجمه‌ای یا جابجایی جمجمه‌ای (به انگلیسی: Cranial kinesis) اصطلاحی است برای حرکت قابل توجه استخوان‌های جمجمه نسبت به یکدیگر علاوه بر جابجایی در مفصل بین فک بالا و پایین. معمولاً به معنای جابجایی نسبی بین فک بالا و قفسه مغزی در نظر گرفته می‌شود.
مفاصل اغلب مفاصل syndesmosis ساده هستند، اما در برخی جانداران، برخی از مفاصل ممکن است مفصل زلاله‌ای باشند که دامنه جابجایی بیشتری را ممکن می‌سازد.

## جانوران دارای جنبش جمجمه‌ای
- ماهیان
- دوزیستان
- خزندگان نوین
  - تمساح‌ها
  - مارمولک‌ها
  - مارها
  - تواتارا
- دایناسورها
- پرندگان
- خرگوش‌ها